# Hały Bór
Hały Bór (biał. Галы Бор; ros. Галый Бор) – wieś na Białorusi, w obwodzie brzeskim, w rejonie łuninieckim, w sielsowiecie Wólka.
W dwudziestoleciu międzywojennym uroczysko leżące w Polsce, w województwie poleskim, w powiecie łuninieckim. Po II wojnie światowej w granicach Związku Sowieckiego. Od 1991 w niepodległej Białorusi.